# 枚方市の地名
本項枚方市の地名（ひらかたしのちめい）では、大阪府枚方市における町名や大字名を中心に、本市および前身の枚方町成立以来の地名の変遷について記述する。

## 現行行政町名
まず市内の現行の町字名を五十音順に列挙する。

### あ行
- 朝日丘町
- 天之川町
- 伊加賀北町
- 伊加賀寿町
- 伊加賀栄町
- 伊加賀西町
- 伊加賀東町
- 伊加賀本町
- 伊加賀緑町
- 伊加賀南町
- 池之宮1 - 4丁目
- 磯島
- 磯島北町
- 磯島茶屋町
- 磯島南町
- 磯島元町
- 印田町
- 上野1 - 3丁目
- 宇山町
- 宇山東町
- 大垣内町1 - 3丁目
- 大峰北町1 - 2丁目
- 大峰東町
- 大峰南町
- 大峰元町1 - 2丁目
- 岡
- 岡東町
- 岡本町
- 岡南町
- 岡山手町
- 小倉町
- 小倉東町

### か行
- 甲斐田新町
- 甲斐田町
- 甲斐田東町
- 春日北町1 - 5丁目
- 春日西町1 - 4丁目
- 春日野1 - 2丁目
- 春日東町1 - 2丁目
- 春日元町1 - 2丁目
- 片鉾東町
- 片鉾本町
- 上島町
- 上島東町
- 川原町
- 菊丘町
- 菊丘南町
- 北片鉾町
- 北楠葉町
- 北中振1 - 4丁目
- 北船橋町
- 北山1丁目
- 禁野本町1 - 2丁目
- 楠葉
- 楠葉朝日1 - 3丁目
- 楠葉丘1 - 2丁目
- 楠葉中之芝1 - 2丁目
- 楠葉中町
- 楠葉並木1 - 2丁目
- 楠葉野田1 - 3丁目
- 楠葉花園町
- 楠葉美咲1 - 3丁目
- 楠葉面取町
- 楠葉面取町1 - 2丁目
- 車塚1 - 2丁目
- 高田1 - 2丁目
- 交北1 - 4丁目
- 高野道1 - 2丁目
- 香里園桜木町
- 香里園町
- 香里園東之町
- 香里園山之手町
- 香里ケ丘1 - 12丁目
- 黄金野1 - 2丁目
- 御殿山町
- 御殿山南町

### さ行
- 阪
- 桜丘町
- 桜町
- 釈尊寺町
- 招提大谷1 - 3丁目
- 招提北町1 - 3丁目
- 招提田近1 - 3丁目
- 招提中町1 - 3丁目
- 招提東町1 - 3丁目
- 招提平野町
- 招提南町1 - 3丁目
- 招提元町1 - 4丁目
- 新之栄町
- 新町1 - 2丁目
- 翠香園町
- 杉
- 杉1 - 4丁目
- 杉北町1丁目
- 杉責谷1丁目
- 杉山手1 - 3丁目
- 須山町
- 宗谷1 - 2丁目
- 尊延寺
- 尊延寺1 - 6丁目

### た行
- 高塚町
- 田口1 - 5丁目
- 田口山1 - 3丁目
- 田宮本町
- 津田
- 津田駅前1 - 2丁目
- 津田北町1 - 3丁目
- 津田西町1 - 3丁目
- 津田東町1 - 3丁目
- 津田南町1 - 2丁目
- 津田元町1 - 4丁目
- 津田山手1 - 2丁目
- 堤町
- 出口1 - 6丁目
- 出屋敷西町1 - 2丁目
- 出屋敷元町1 - 2丁目
- 藤田町
- 堂山1 - 3丁目
- 堂山東町

### な行
- 長尾荒阪1 - 2丁目
- 長尾家具町1 - 5丁目
- 長尾北町1 - 3丁目
- 長尾台1 - 4丁目
- 長尾谷町1 - 3丁目
- 長尾峠町
- 長尾西町1 - 3丁目
- 長尾播磨谷1丁目
- 長尾東町1 - 3丁目
- 長尾宮前1 - 2丁目
- 長尾元町1 - 7丁目
- 中宮大池1 - 4丁目
- 中宮北町
- 中宮西之町
- 中宮東之町
- 中宮本町
- 中宮山戸町
- 渚
- 渚内野1 - 4丁目
- 渚栄町
- 渚西1 - 3丁目
- 渚東町
- 渚本町
- 渚南町
- 渚元町
- 茄子作1 - 5丁目
- 茄子作北町
- 茄子作東町
- 茄子作南町
- 西禁野1 - 2丁目
- 西招提町
- 西田宮町
- 西船橋1 - 2丁目
- 西牧野1 - 4丁目
- 野村北町
- 野村中町
- 野村南町
- 野村元町

### は行
- 走谷1 - 2丁目
- 東香里1 - 3丁目
- 東香里新町
- 東香里南町
- 東香里元町
- 東田宮1 - 2丁目
- 東藤田町
- 東中振1 - 2丁目
- 東船橋1 - 2丁目
- 東牧野町
- 東山1 - 2丁目
- 樋之上町
- 氷室台1丁目
- 枚方上之町
- 枚方公園町
- 枚方元町
- 藤阪北町
- 藤阪天神町
- 藤阪中町
- 藤阪西町
- 藤阪東町1 - 4丁目
- 藤阪南町1 - 3丁目
- 藤阪元町1 - 3丁目
- 船橋本町1 - 2丁目
- 星丘1 - 4丁目
- 穂谷
- 穂谷1 - 4丁目

### ま行
- 牧野北町
- 牧野阪1 - 3丁目
- 牧野下島町
- 牧野本町1 - 2丁目
- 町楠葉1 - 2丁目
- 松丘町
- 三矢町
- 南楠葉1 - 2丁目
- 南中振1 - 3丁目
- 南船橋1 - 2丁目
- 都丘町
- 宮之阪1 - 5丁目
- 宮之下町
- 村野高見台
- 村野西町
- 村野東町
- 村野本町
- 村野南町
- 三栗1 - 2丁目

### や・ら・わ行
- 養父丘1 - 2丁目
- 養父西町
- 養父東町
- 養父元町
- 山田池北町
- 山田池公園
- 山田池東町
- 山田池南町
- 山之上1 - 5丁目
- 山之上北町
- 山之上西町
- 山之上東町
- 王仁公園

## 町字名の変遷
大阪府茨田郡枚方町は1889年（明治22年）、枚方村・三矢村・泥町村・伊加賀村・岡村、岡新町村が合併することにより成立、旧村名を継承した6大字を編成した。1896年（明治29年）、北河内郡の所属となる。

### 成立当初の大字名
- 伊加賀（1972年廃止）
- 泥町（1972年廃止）
- 枚方（1965年廃止）
- 三矢（1972年廃止）
- 岡
- 岡新町（1980年代頃廃止）

### 町字の設置
1908年（明治41年）
- 桜新池（三矢・伊加賀の各一部より、1965年廃止）

1938年（昭和13年）
本町と殿山町・山田村・樟葉村・川越村・蹉跎村が合併し、改めて枚方町が発足
旧殿山町
- 磯島
- 宇山（1973年廃止）
- 小倉（1976年廃止）
- 上島（1976年廃止）
- 禁野（1976年廃止）
- 阪
- 下島
- 渚
- 養父（1975年廃止）
- 招提（1980年廃止）

旧山田村
- 甲斐田（1979年廃止）
- 片鉾（1979年廃止）
- 田口（1980年廃止）
- 中宮（1979年廃止）

旧樟葉村
- 楠葉（1973年廃止）
- 船橋（1975年廃止）

旧川越村
- 田宮（1969年廃止）
- 茄子作（1972年廃止）
- 村野（1972年廃止）
- 山之上（1969年廃止）

旧蹉跎村
- 出口（1972年廃止）
- 中振（1972年廃止）
- 走谷（1972年廃止）

1947年（昭和22年）
枚方町が市制施行して枚方市となる。
1955年（昭和30年）
津田町を編入。
旧津田町
- 長尾（1980年廃止）
- 藤坂（1980年廃止）
- 春日（1979年廃止）
- 津田
- 野（1979年廃止）
- 杉
- 尊延寺
- 穂谷

1958年（昭和33年）
- 香里ケ丘2 - 5丁目（1960年から1 - 10丁目、1968年から1 - 12丁目、山之上・茄子作・中振・村野・伊加賀の各一部より）

1965年（昭和40年）
- 朝日丘町（田宮・禁野の各一部より）
- 伊加賀北町（伊加賀・泥町・枚方の各一部より）
- 伊加賀寿町（伊加賀・泥町の各一部より）
- 伊加賀栄町（伊加賀・泥町の各一部より）
- 伊加賀東町（伊加賀・泥町の各一部より）
- 伊加賀本町（伊加賀の一部より）
- 伊加賀緑町（伊加賀・泥町の一部より）
- 伊加賀南町（伊加賀・泥町の一部より）
- 大垣内町1 - 3丁目（禁野・田宮の各一部より）
- 岡東町（岡・岡新町・禁野の各一部より）
- 岡本町（岡新町・岡・三矢の各一部より）
- 岡南町（岡・三矢・岡新町・枚方の各一部より）
- 岡山手町（岡・岡新町・田宮・禁野・枚方の各一部より）
- 川原町（禁野・岡・岡新町の各一部より）
- 菊丘町（伊加賀・泥町の各一部より）
- 桜町（桜新池と三矢・伊加賀の各一部より）
- 新町1 - 2丁目（岡新町・岡・三矢の各一部より）
- 高塚町（伊加賀・岡・枚方・泥町の各一部より）
- 田宮本町（田宮の一部より）
- 堤町（三矢・伊加賀・泥町の各一部より）
- 西田宮町（田宮・岡・岡新町の各一部より）
- 枚方上之町（枚方・三矢・泥町・伊加賀の各一部より）
- 枚方公園町（伊加賀・泥町の各一部より）
- 枚方元町（枚方・三矢・泥町・伊加賀の各一部より）
- 三矢町（三矢・泥町・伊加賀・枚方の各一部より）

1966年（昭和41年）
- 天之川町（禁野・磯島の各一部より）
- 磯島茶屋町（磯島・渚の各一部より）
- 上野1 - 2丁目（1971年から1 - 3丁目、渚・甲斐田・中宮・片鉾・田口・小倉の各一部より）
- 宇山町（宇山・養父・阪の各一部より）
- 宇山東町（宇山・養父の各一部より）
- 小倉町（小倉・渚の各一部より）
- 小倉東町（小倉・渚の各一部より）
- 上島町（上島・養父の各一部より）
- 上島東町（上島・船橋の各一部より）
- 北片鉾町（片鉾・小倉・田口の各一部より）
- 禁野本町1 - 2丁目（禁野・中宮の各一部より）
- 黄金野1 - 2丁目（小倉・渚・阪の各一部より）
- 御殿山町（渚の一部より）
- 御殿山南町（渚・禁野の各一部より）
- 招提平野町（招提・養父の各一部より）
- 長尾谷町1 - 3丁目（長尾・藤阪・招提の各一部より）
- 中宮北町（中宮・禁野・渚・甲斐田の各一部より）
- 渚栄町（渚・小倉の各一部より）
- 渚東町（渚・小倉の各一部より）
- 渚本町（渚の一部より）
- 渚南町（渚・磯島の各一部より）
- 渚元町（渚の一部より）
- 西禁野1 - 2丁目（禁野の一部より）
- 西招提町（招提・船橋の各一部より）
- 東牧野町（招提・阪・宇山の各一部より）
- 牧野阪1 - 3丁目（阪の一部より）
- 牧野下島町（下島・宇山・養父・阪・上島の各一部より）
- 牧野本町1 - 2丁目（阪・宇山の各一部より）
- 南船橋1 - 2丁目（船橋の一部より）
- 三栗1 - 2丁目（渚・阪の各一部より）
- 養父丘1 - 2丁目（養父・招提・宇山の各一部より）
- 養父西町（養父・上島・宇山の各一部より）
- 養父東町（船橋・宇山の各一部より）
- 養父元町（養父・宇山・上島・船橋の各一部より）

1967年（昭和42年）
- 甲斐田町（甲斐田の一部より）
- 菊丘南町（伊加賀・走谷・泥町の各一部より）
- 北中振1 - 3丁目（1972年から1 - 4丁目、中振・走谷・出口の各一部より）
- 香里園桜木町（中振・香里ケ丘8丁目の各一部より）
- 香里園町（中振の一部より）
- 香里園東之町（中振・香里ケ丘8・10丁目の各一部より）
- 香里園山之手町（中振の一部より）
- 新之栄町（中宮・甲斐田の各一部より）
- 翠香園町（中振・走谷の各一部より）
- 須山町（中宮・甲斐田の各一部より）
- 堂山町（中宮の一部より、1983年廃止）
- 中宮西之町（中宮・禁野の各一部より）
- 中宮東之町（中宮の一部より）
- 中宮本町（中宮の一部より）
- 中宮山戸町（中宮の一部より）
- 走谷1 - 2丁目（走谷・中振・泥町・伊加賀の各一部より）
- 東中振1 - 2丁目（中振・走谷の各一部より）
- 南中振1 - 2丁目（1972年から1 - 3丁目、中振・出口の各一部より）
- 都丘町（中宮の一部より）
- 宮之阪1 - 3丁目（1970年から1 - 5丁目、禁野・中宮の各一部より）

1968年（昭和43年）
- 北船橋町（船橋の一部より）
- 高田1 - 2丁目（茄子作の一部より）
- 招提田近1 - 3丁目（招提・長尾・津田・船橋・養父・宇山の各一部より）
- 藤田町（山之上・村野の各一部より）
- 東香里1 - 3丁目（茄子作の一部より）
- 東香里新町（茄子作の一部より）
- 東香里南町（茄子作の一部より）
- 東香里元町（茄子作の一部より）
- 東船橋1 - 2丁目（船橋の一部より）
- 東山1 - 2丁目（船橋・養父・宇山・招提の各一部より）
- 船橋本町1 - 2丁目（船橋の一部より）
- 宮之下町（山之上の一部より）
- 山之上1 - 5丁目（山之上の一部より）
- 山之上北町（山之上・田宮の一部より）
- 山之上西町（山之上・田宮・岡新町・岡・泥町・伊加賀の各一部より）

1969年（昭和44年）
- 東田宮1 - 2丁目（田宮・山之上の一部より）
- 山之上東町（山之上の一部より）

1970年（昭和45年）
- 池之宮1 - 4丁目（中宮・村野の各一部より）
- 印田町（村野の一部より）
- 桜丘町（村野の一部より）
- 星丘1 - 4丁目（村野・中宮・禁野の各一部より）
- 松丘町（中宮の一部より）
- 村野高見台（村野の一部より）
- 村野西町（村野の一部より）
- 村野東町（村野の一部より）
- 村野本町（村野の一部より）
- 村野南町（村野の一部より）

1971年（昭和46年）
- 樋之上町（楠葉の一部より）
- 牧野北町（尊延寺・津田・穂谷の各一部より）

1972年（昭和47年）
- 伊加賀西町（三矢・出口・伊加賀の各一部より）
- 釈尊寺町（村野・茄子作の各一部より）
- 出口1 - 6丁目（出口・伊加賀・泥町・中振・走谷の各一部より）
- 茄子作1 - 5丁目（茄子作の一部より）
- 茄子作北町（茄子作の一部より）
- 茄子作東町（茄子作・村野の各一部より）
- 茄子作南町（茄子作の一部より）
- 東藤田町（村野の一部より）

1973年（昭和48年）
- 北楠葉町（楠葉の一部より）
- 楠葉朝日1 - 3丁目（楠葉・船橋の各一部より）
- 楠葉丘1 - 2丁目（楠葉の一部より）
- 楠葉中之芝1 - 2丁目（楠葉の一部より）
- 楠葉中町（楠葉の一部より）
- 楠葉並木1 - 2丁目（楠葉・船橋の各一部より）
- 楠葉野田1 - 3丁目（楠葉の一部より）
- 楠葉花園町（楠葉の一部より）
- 楠葉美咲1 - 3丁目（楠葉・船橋・東船橋2丁目の各一部より）
- 楠葉面取町（楠葉・船橋・養父・宇山の各一部より）
- 長尾家具町1 - 4丁目（1978年から1 - 5丁目、長尾・招提・津田の各一部より）
- 西船橋1 - 2丁目（船橋・楠葉の各一部より）
- 町楠葉1 - 2丁目（楠葉の一部より）
- 南楠葉1 - 2丁目（楠葉の一部より）

1974年（昭和49年）
- 甲斐田新町（甲斐田・田口の各一部より）
- 甲斐田東町（甲斐田・田口の各一部より）
- 片鉾東町（片鉾・甲斐田の各一部より）
- 片鉾本町（片鉾・甲斐田・田口の各一部より）
- 交北1 - 4丁目（田口・甲斐田・片鉾の各一部より）
- 田口1 - 5丁目（田口・甲斐田の各一部より）

1975年（昭和50年）
- 高野道1 - 2丁目（長尾・津田・招提・招提田近2丁目の各一部より）
- 招提北町1 - 3丁目（船橋・招提の各一部より）
- 招提中町1 - 3丁目（招提の一部より）
- 招提東町1 - 3丁目（招提の一部より）
- 招提南町1 - 3丁目（招提の一部より）
- 招提元町1 - 4丁目（招提・養父の各一部より）
- 長尾峠町（長尾・招提の各一部より）

1976年（昭和51年）
- 磯島北町（磯島・渚の各一部より）
- 磯島南町（磯島・岡・岡新町・禁野の各一部より）
- 磯島元町（磯島の一部より）
- 渚内野1 - 4丁目（渚・阪・小倉の各一部より）
- 渚西1 - 3丁目（渚の一部より）
- 西牧野1 - 4丁目（阪・上島・下島の各一部より）

1978年（昭和53年）
- 北山1丁目（津田・招提・長尾の各一部より）
- 杉北町1丁目（杉・津田・尊延寺・藤阪の各一部より）
- 杉責谷1丁目（杉・津田・尊延寺の各一部より）
- 杉山手1 - 3丁目（杉・津田・尊延寺の各一部より）
- 長尾荒阪1 - 2丁目（長尾・藤阪の各一部より）
- 長尾北町1 - 3丁目（長尾・招提の各一部より）
- 長尾台1 - 4丁目（長尾・藤阪・津田・杉の各一部より）
- 長尾西町1 - 3丁目（長尾・招提・長尾谷町1丁目の各一部より）
- 長尾播磨谷1丁目（長尾・藤阪の各一部より）
- 長尾東町1 - 3丁目（長尾・藤阪・津田・杉の各一部より）
- 長尾宮前1 - 2丁目（長尾・津田の各一部より）
- 長尾元町1 - 7丁目（長尾・藤阪・長尾谷町1丁目の各一部より）
- 氷室台1丁目（尊延寺・津田の各一部より）

1979年（昭和54年）
- 大峰北町1 - 2丁目（津田の一部より）
- 大峰東町（津田・野の各一部より）
- 大峰南町（津田・春日・野の各一部より）
- 大峰元町1 - 2丁目（津田の一部より）
- 春日北町1 - 5丁目（春日・津田・野の各一部より）
- 春日西町1 - 4丁目（春日の一部より）
- 春日野1 - 2丁目（春日・野・津田の各一部より）
- 春日東町1 - 2丁目（春日・津田・野の各一部より）
- 春日元町1 - 2丁目（春日の一部より）
- 津田駅前1 - 2丁目（津田・春日の各一部より）
- 津田北町1 - 3丁目（津田・野の各一部より）
- 津田西町1 - 3丁目（津田・野の各一部より）
- 津田東町1 - 3丁目（津田の一部より）
- 津田南町1 - 2丁目（津田の一部より）
- 津田元町1 - 4丁目（津田の一部より）
- 出屋敷西町1 - 2丁目（田口・甲斐田・中宮・片鉾の各一部より）
- 出屋敷元町1 - 2丁目（田口の一部より）
- 堂山東町（中宮の一部より）
- 中宮大池1 - 4丁目（中宮・田口の各一部より）
- 野村北町（野・津田の各一部より）
- 野村中町（野・津田の各一部より）
- 野村南町（野・津田・春日の各一部より）
- 野村元町（野・津田の各一部より）

1980年（昭和55年）
- 招提大谷1 - 3丁目（招提・長尾谷町1丁目の各一部より）
- 杉1 - 4丁目
- 宗谷1 - 2丁目（尊延寺・津田・穂谷の各一部より）
- 尊延寺1 - 6丁目（津田・尊延寺の各一部より）
- 田口山1 - 3丁目（田口・招提の各一部より）
- 藤阪北町（藤阪・長尾谷町3丁目の各一部より）
- 藤阪天神町（藤阪・津田の各一部より）
- 藤阪中町（藤阪・長尾谷町3丁目の各一部より）
- 藤阪西町（藤阪の一部より）
- 藤阪東町1 - 4丁目（藤阪・長尾・津田・杉・長尾宮前1丁目の各一部より）
- 藤阪南町1 - 3丁目（藤阪の一部より）
- 藤阪元町1 - 3丁目（藤阪の一部より）
- 穂谷1 - 3丁目(2004年から1 - 4丁目)
- 山田池北町（田口の一部より）
- 山田池公園（田口・藤阪の各一部より）
- 山田池東町（藤阪・田口・長尾谷町2丁目の各一部より）
- 山田池南町（藤阪・田口・津田の各一部より）
- 王仁公園（藤阪の一部より）

1982年（昭和57年）
- 楠葉面取町1 - 2丁目

1983年（昭和58年）
- 堂山1 - 3丁目

1996年（平成8年）
- 津田山手1 - 2丁目

2005年（平成17年）
- 車塚1 - 2丁目

## 参考資料
- 角川日本地名大辞典 27 大阪府（1983年、角川書店）